# Halowe Mistrzostwa Świata w Lekkoatletyce 2003 – trójskok mężczyzn
Trójskok mężczyzn – jedna z konkurencji rozgrywanych podczas halowych mistrzostw świata w lekkoatletyce w 2003, zmagania w niej odbyły się 16 marca.
Do konkursu zgłoszonych zostało 9 zawodników z 8 państw.
Zawody w tej konkurencji wygrał reprezentant Szwecji Christian Olsson. Drugą pozycję zajął zawodnik ze Stanów Zjednoczonych Walter Davis, trzecią zaś reprezentujący Kubę Yoelbi Quesada.

## Wyniki
| Miejsce | Zawodnik            | Państwo           | Podejście | Podejście | Podejście | Podejście | Podejście | Podejście | Wynik | Uwagi |
| Miejsce | Zawodnik            | Państwo           | #1        | #2        | #3        | #4        | #5        | #6        | Wynik | Uwagi |
| ------- | ------------------- | ----------------- | --------- | --------- | --------- | --------- | --------- | --------- | ----- | ----- |
| 01 !    | Christian Olsson    | Szwecja           | 16,95     | 16,64     | X         | 17,28     | 17,31     | 17,70     | 17,70 | WL    |
| 02 !    | Walter Davis        | Stany Zjednoczone | 16,74     | 16,44     | 16,52     | 16,85     | 16,92     | 17,35     | 17,35 | PB    |
| 03 !    | Yoelbi Quesada      | Kuba              | 16,53     | 16,96     | X         | 16,92     | 16,54     | 17,27     | 17,27 | SB    |
| 4.      | Jonathan Edwards    | Wielka Brytania   | 16,79     | 17,01     | 14,58     | 15,02     | 17,19     | 17,00     | 17,19 |       |
| 5.      | Timothy Rusan       | Stany Zjednoczone | X         | X         | 16,68     | 16,80     | X         | 16,88     | 16,88 |       |
| 6.      | Jadel Gregório      | Brazylia          | X         | 16,68     | X         | X         | X         | 16,86     | 16,86 |       |
| 7.      | Alaksandar Hławacki | Białoruś          | 16,45     | 16,45     | 16,28     | 15,64     | 16,16     | 16,66     | 16,66 |       |
| 8.      | Marian Oprea        | Rumunia           | 16,59     | 16,51     | X         | X         | 16,54     | 16,41     | 16,59 |       |
| 9.      | Vladimir Letnicov   | Mołdawia          | X         | 16,14     | 16,20     | NQ        | NQ        | NQ        | 16,20 |       |